# Chipre en los Juegos Europeos de Bakú 2015
Chipre participó en los Juegos Europeos de Bakú 2015 con una delegación de 23 deportistas. Responsable del equipo nacional fue el Comité Olímpico Chipriota, así como las federaciones deportivas nacionales de cada deporte con participación.

## Medallistas
El equipo de Chipre obtuvo las siguientes medallas:
| Nombre                           | Deporte | Competición |
| -------------------------------- | ------- | ----------- |
| Oro                              |         |             |
| —                                |         |             |
| Plata                            |         |             |
| Yorgos Ajilleos Andri Eleftheriu | Tiro    | Skeet mixto |
| Bronce                           |         |             |
| —                                |         |             |